# Apospasta ruffoi
Apospasta ruffoi är en fjärilsart som beskrevs av Emilio Berio 1979. Apospasta ruffoi ingår i släktet Apospasta och familjen nattflyn. Inga underarter finns listade i Catalogue of Life.